# Реп'яхова олія

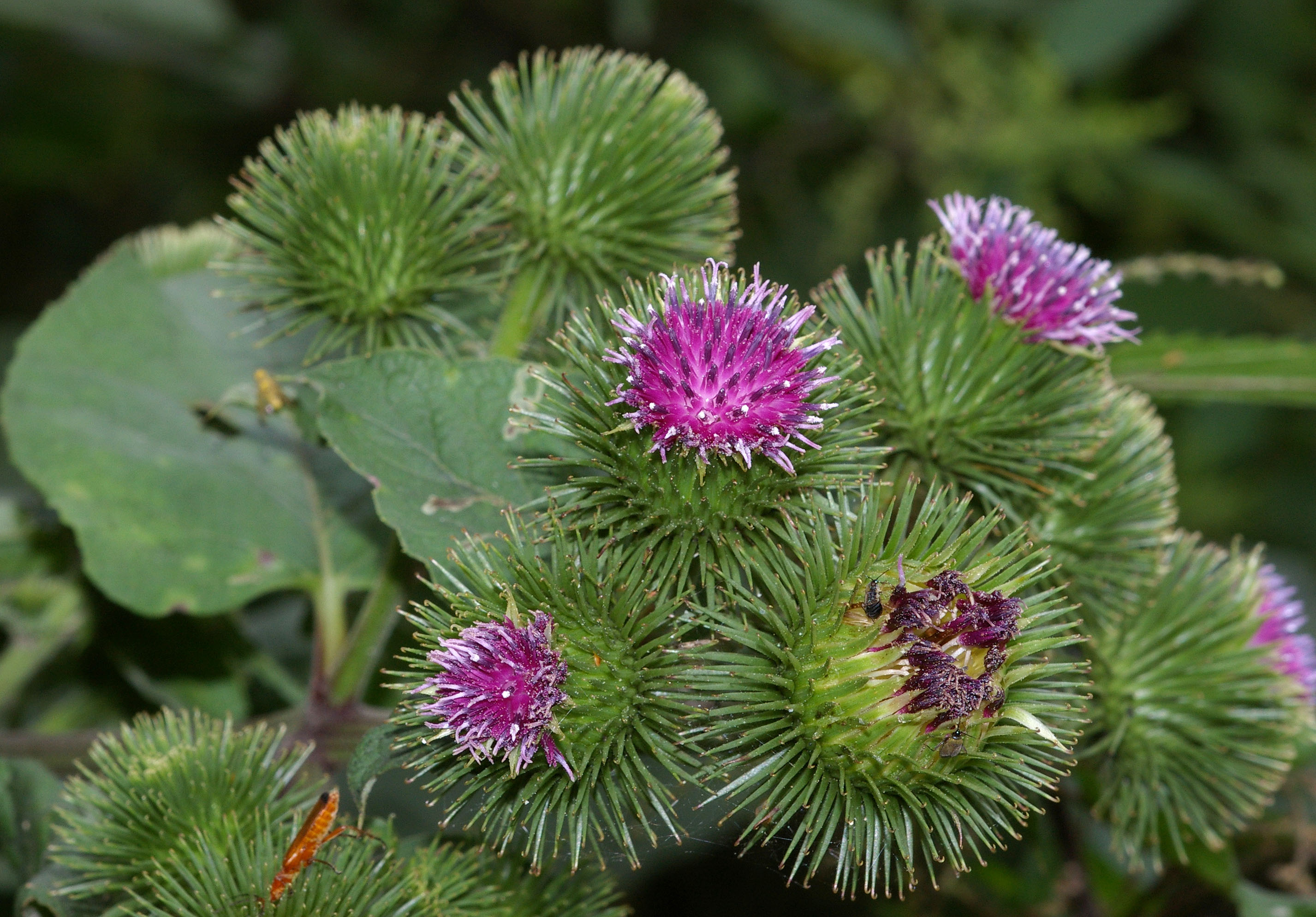
Колючі суцвіття лопуха великого (реп'яхи), від яких олія отримала свою назву.

Реп'яхо́ва олі́я, рідше лопухо́ва олі́я — олійний екстракт (настій) з коренів деяких видів лопухів. Застосовують як зовнішній лікувальний чи профілактичний засіб при випадінні волосся, ламкості нігтів, деяких ураженнях шкіри. В минулому реп'яхову олію знали також як засіб декоративної косметики. Назва походить від слова «реп'ях», яким у народі називали лопухи загалом або тільки їхні плоди.

## Опис
Жирна, дещо густа рідина жовтого або червонуватого кольору із приємним запахом. Містить стеаринову й пальмітинову жирні кислоти, полісахариди, мінеральні солі, білки, дубильні речовини, інулін, ситостерин, слизи, гіркоти, каротин, аскорбінову кислоту, ефірну олію. У продаж надходить розфасованою в скляні чи пластикові пляшечки (зазвичай, об'ємом 60—100 мл).

## Виробництво
У промисловому виробництві реп'яхової олії використовують корені лопуха великого. У народній медицині їх інколи заміняють коренями лопухів повстистого або гайового. Ця сировина отримала назву Radix Bardanae. Для її заготівлі придатні рослини другого року розвитку, які ще не зацвіли. Викопані корені миють у холодній воді, зішкрібають шкірочку, розрізають на шматки завдовжки 10—15 см, а товсті корені — ще додатково уздовж. Підготовлену сировину сушать на сонці, у добре провітрюваних приміщеннях (зазвичай, на горищах) або у сушарках за температури не вище 50 °C. Після висушування сировина втрачає 70—75 % своєї сирої ваги. В такому вигляді вона може зберігатися до 5 років.
Безпосередньо перед початком екстрагування корені лопуха подрібнюють на ще менші шматочки. Традиційно найкращим екстрагентом для цього препарату вважають мигдалеву чи персикову олії. Крім них використовують соняшникову, вазелінову та оливкову олії, причому остання може бути представлена найнижчим сортом, так званою дерев'яною олією. Корені настоюють 10 діб, інколи їх додатково ще й проварюють для ліпшого екстрагування, потім настій проціджують. Для надання готовому продукту привабливого кольору в реп'яхову олію інколи можуть додавати жиророзчинні барвники, а для ароматизації — ефірні олії (частіше трояндову). Деякою мірою ефірні олії можуть підсилювати лікувальний ефект основних компонентів.

## Застосування
Реп'яхову олію використовують виключно як зовнішній лікувальний чи профілактичний засіб. Зазвичай нею намащують шкіру голови, яку обмотують рушником на кілька годин, а потім миють. Такі обгортання радять людям з ослабленим, сухим, посіченим або жирним і тонким, схильним до випадіння волоссям. Їх можна поєднувати з масажем шкіри або пероральним прийомом препаратів лопуха (як правило, водного настою). Рідше реп'яхову олію застосовують для лікування ламких нігтів, запалень шкіри, себореї та спричинених нею вугрів, наносячи олійний екстракт на уражені ділянки. Найчастіше реп'яхову олію для лікування волосся використовують у країнах Східної Європи: Україні, Росії, Польщі, Чехії, Болгарії. В Китаї вона відома більш як дерматологічний засіб, яким лікують ураження шкіри. Окремі науковці заперечують дієвість таких заходів. Серед науково недоведених народних способів застосування реп'яхової олії слід зазначити ще й такі: обмазування ран для швидшого загоєння, обгортання чи компреси при радикуліті, м'язовому болю, екземі, псоріазі, дерматиті, лупі, профілактика старіння шкіри.
У XX столітті реп'яхова олія була засобом декоративної косметики — кілька крапель екстракту наносили на волоси або гребінь перед укладанням зачіски. При цьому волосся набувало здорового блиску і ставало м'якшим. Наразі таке застосування вийшло з ужитку.